# Đồ nội thất bằng mây
Đồ nội thất bằng mây là một loại nội thất được làm từ cây mây, một loại cây mọc nhiều ở Đông Nam Á, bao gồm các nước như Việt Nam, Thái Lan, Indonesia và Philippines...

## Lịch sử
Nghề đan mây ở Đông Nam Á có lịch sử lâu đời. Truyền thống đan mây là một phần văn hóa quan trọng của nhiều nước trong khu vực. Đồ nội thất bằng mây mang lại không gian tự nhiên và thoáng đãng cho ngôi nhà và chúng thường được sử dụng phổ biến trong các hộ gia đình nông thôn. Với sự phát triển của công nghệ và thị trường, đồ nội thất bằng mây ngày càng trở nên phổ biến trong các không gian hiện đại.

## Quy trình sản xuất
Quy trình sản xuất đồ nội thất bằng mây là một công việc đòi hỏi sự tỉ mỉ, kiên nhẫn và kỹ năng chuyên môn. Các bước chính bao gồm:
1. Thu hoạch mây: Mây thường được thu hoạch từ các khu rừng nhiệt đới ở Đông Nam Á. Mây phải đạt đủ tuổi trưởng thành, thường là từ 2 đến 3 năm, trước khi được thu hoạch. Quá trình này cần phải được thực hiện một cách cẩn thận để đảm bảo không làm hại đến hệ sinh thái.
2. Chuẩn bị nguyên liệu: Sau khi thu hoạch, mây sẽ được vận chuyển về xưởng để tiếp tục quá trình xử lý. Các cây mây sẽ được cắt thành các đoạn ngắn, sau đó loại bỏ các lá và vỏ ngoài. Mây sau đó sẽ được làm sạch và phơi khô.
3. Làm mềm mây: Để làm cho mây dễ uốn hơn trong quá trình đan, mây sẽ được làm mềm bằng cách ngâm trong nước hoặc hơ qua lửa.
4. Đan mây: Đây là bước quan trọng nhất trong quá trình sản xuất. Người thợ phải có kỹ năng đan mây tinh tế để tạo ra các sản phẩm có độ bền và hình dạng đẹp. Có nhiều kỹ thuật đan khác nhau, tùy thuộc vào mẫu thiết kế của sản phẩm.
5. Hoàn thiện sản phẩm: Sau khi đan xong, sản phẩm sẽ được sơn hoặc xử lý bằng cách khác để tăng độ bền và khả năng chống ẩm, cũng như để tạo nên vẻ ngoài cuối cùng.
6. Kiểm tra chất lượng: Các sản phẩm sau đó sẽ được kiểm tra chất lượng trước khi đóng gói và vận chuyển đến các cửa hàng hoặc khách hàng.

## Ứng dụng
Đồ nội thất bằng mây có nhiều ứng dụng trong cuộc sống hàng ngày. Chúng có thể được sản xuất làm ghế, bàn, giường, hoặc tủ.... Đồ nội thất bằng mây cũng thường được sử dụng để trang trí trong các khu vườn hoặc không gian ngoài trời, do chúng có khả năng chịu đựng thời tiết tốt. Một số công dụng của chúng:
1. Nhà ở: Đồ nội thất bằng mây được ưa chuộng trong thiết kế nội thất nhà ở bởi tính đơn giản, tự nhiên và thân thiện với môi trường. Từ những chiếc ghế salon đến giường ngủ, tủ đựng đồ, hay bàn ăn, chúng mang lại sự thoải mái và phong cách cho không gian sống.
2. Nhà hàng và khách sạn: Nhiều nhà hàng, quán café và khách sạn lựa chọn đồ nội thất bằng mây để tạo ra một không gian thư giãn và lãng mạn. Mây cũng rất bền và dễ bảo dưỡng, phù hợp với môi trường sử dụng nhiều như nhà hàng.
3. Văn phòng và cơ quan: Đồ nội thất bằng mây cũng được sử dụng trong các văn phòng và cơ quan. Chúng mang lại cảm giác thoải mái, giúp làm giảm căng thẳng và tạo điểm nhấn cho không gian làm việc.
4. Công cộng và không gian ngoại thất: Mây thường được sử dụng để làm đồ nội thất ngoại thất như ghế công viên, bàn ghế trên sân thượng, hoặc đồ nội thất cho các khu vực nghỉ ngơi công cộng.
5. Sản phẩm trang trí: Ngoài ra, mây còn được sử dụng để tạo ra các sản phẩm trang trí như đèn trần, thảm, khung ảnh, và nhiều hơn nữa. Chúng không chỉ đa dạng về hình dáng và kiểu dáng, mà còn thêm vào không gian sống một chút hương vị tự nhiên và truyền thống.